# Descendance des colons de Nouvelle-France
Cet article présente des statistiques sur les colons de Nouvelle-France dont la descendance est la plus nombreuse en Amérique. 

## Plus grand nombre de descendants mariés avant l'année 1800
| Ancêtre | Nombre de descendants mariés avant l'année 1800 |
| --- | ----------------------------------------------- |
| Zacharie Cloutier (v.1590-1677), arrivé du Perche (Orne) en 1634, marié en 1616 — 6 enfants, 5 mariés                                                   | 10 850                                          |
| Jean Guyon [Dion] (1592-1663), arrivé du Perche (Orne) en 1634, marié en 1615 — 10 enfants, 8 mariés                                                    | 9 674                                           |
| Marin Boucher (v.1587-1671), arrivé du Perche (Orne) en 1634, marié en 1611 puis en 1628 ou 1629 — 14 enfants, 7 mariés                                 | 8 502                                           |
| Jacques Archambault (v.1604-1688), arrivé de l'Aunis (Charente-Maritime) entre 1642 et 1648, marié au Poitou (Vendée) en 1629 — 7 enfants, 5 mariés     | 8 445                                           |
| Noël Langlois (v.1605-1684), arrivé du Perche (Orne) en 1634, marié à Québec le 25 juillet 1634 - 10 enfants, 8 mariés                                  | 7 847                                           |
| Abraham Martin (v.1590-1664), arrivé en 1619, marié en France vers 1618 — 9 enfants, 6 mariés                                                           | 7 765                                           |
| Pierre Miville (v.1602-1669), arrivé d'Hiers-Brouage, Saintonge (Charente-Maritime) entre 1640 et 1650, marié à Brouage vers 1631 — 6 enfants, 6 mariés | 6 552                                           |
| Pierre Desportes (v.1595-après 1628), arrivé en 1619, marié en France vers 1618 — 1 fille, mariée 2 fois                                                | 6 515                                           |
| Jean Roussin (1597-après 1680), arrivé du Perche (Orne) en 1650 ou 1651, marié en 1622 — 5 enfants, 4 mariés                                            | 4 730                                           |
| Louis Hébert (v.1575-1627), arrivé de Paris en 1617, marié à Paris en 1601 — 3 enfants, 3 mariés                                                        | 4 592                                           |